# Métrique (poésie)
«  Mètre (poésie) » redirige ici. Pour les autres significations, voir Mètre (homonymie).
Pour les articles homonymes, voir Métrique.
La métrique est l'étude des objets métriques, autrement dit des unités qui se répètent régulièrement dans le temps à travers des formes prosodiques ou musicales. Réduite à l'étude des formes régulières d'origine prosodiques (mètres, vers, rimes, strophes, etc.), la métrique est à peu près synonyme de la notion de versification.
La prosodie est commune à la prose et aux vers : tout vers, si l'on en néglige les caractéristiques métriques, peut être lu comme un énoncé en prose. En général, la métrique linguistique se fonde, en en sélectionnant certaines, sur les propriétés prosodiques des langues, mais elle n'englobe pas ces propriétés : la prosodie reste fondamentalement distincte de la métrique. Selon la propriété prosodique sélectionnée, on pourra parler de métrique quantitative ou morique, de métrique syllabique, de métrique accentuelle, de métrique tonale. Beaucoup de systèmes métriques mettent en jeu le niveau syllabique conjugué à un autre niveau (ainsi des métriques dites quantitatives, qui mettent en jeu des régularités syllabiques tout autant que des régularités moriques).

## Schéma métrique
Un schéma métrique (ou patron métrique, ou gabarit ou modèle de vers) est une représentation abstraite de la structure d'un mètre. Généralement, le schéma se compose de positions métriques qu'on peut se représenter comme des « cases vides » destinées à recevoir des unités prosodiques telles que les mores ou les syllabes, ou des unités musicales telles que les événements rythmiques. Outre les positions métriques, les schémas métriques peuvent comprendre des constituants de niveau supérieur (tels que les pieds, les metra ou les cola), et conséquemment indiquer leurs bords, comme les césures.

### Métrique quantitative
En métrique quantitative, par exemple en métrique antique, le schéma métrique se compose de positions métriques fortes ou faibles qui doivent selon les cas être associées à des syllabes ou groupes syllabiques dont le poids peut être contraint (syllabes légères, syllabes lourdes). Une position acceptant n'importe quel type de syllabe est dite « indifférenciée » ou anceps. Fournit un exemple classique de gabarits grecs le schéma métrique de l'hexamètre dactylique ou celui de la strophe saphique. Tous les vers de cette métrique reposent sur des pieds regroupant les syllabes.

### Métrique syllabique
En métrique syllabique, l'unité prosodique fondamentale associée à la position métrique est la syllabe. La majeure partie des positions métriques y sont associées à des syllabes indifférenciées. Par exemple, il peut suffire, pour schématiser l'alexandrin français, d'indiquer :
X X X X X X // X X X X X X (f)
où (f) représente une syllabe féminine surnuméraire facultative et // la césure, dont la définition précise change d'une époque à l'autre. Certains auteurs jugent utile d'indiquer par des S, que la dernière syllabe de chaque sous-vers (ou hémistiche) porte un accent tonique :
X X X X X S // X X X X X S (f).
Comme toute dernière syllabe non féminine d'un énoncé en prose porte automatiquement un accent tonique, d'autres considèrent très logiquement qu'il s'agit d'une caractéristique prosodique de la langue française, et qu'il serait donc redondant de la reporter dans le schéma métrique. Dans cette optique, ils se contentent d'une notation abrégée, du type :
6 // 6.

### Métrique accentuelle
En métrique accentuelle, les schémas associent des positions syllabiques « fortes » (S), accueillant prioritairement des syllabes accentuées et des positions syllabiques « faibles » (W), accueillant plutôt des syllabes atones. C'est ce type de schéma qui semble s'imposer dans la circulation (traduction, adaptation, translatio) des objets poétiques entre langues romanes, voire plus généralement de l'Europe occidentale (ainsi, l'endecasillabo italien, adapté par exemple dans la traduction de La Comédie de Dante Alighieri par J.-Ch. Vegliante, correspond-il au pentamètre iambique - Iambic Pentameter - anglais).